# Promachus apicalis
Promachus apicalis är en tvåvingeart som beskrevs av Adams 1905. Promachus apicalis ingår i släktet Promachus och familjen rovflugor.
Artens utbredningsområde är Zimbabwe. Inga underarter finns listade i Catalogue of Life.